# Arne Dalslåen
Arne Dalslåen – norweski skoczek narciarski, uczestnik Mistrzostw Świata w Narciarstwie Klasycznym 1962.
W lutym 1962 uczestniczył w mistrzostwach świata w narciarstwie klasycznym. W konkursie skoków na skoczni dużej uplasował się na 36. miejscu, a na skoczni normalnej był 26.

## Osiągnięcia

### Mistrzostwa świata
| Mistrzostwa    | Data           | Skocznia | Konkurs | Skok 1    | Skok 1 | Skok 2    | Skok 2 | Skok 3    | Skok 3 | Nota łączna | Miejsce | Strata | Zwycięzca        | Źródło |
| Mistrzostwa    | Data           | Skocznia | Konkurs | Odległość | Nota   | Odległość | Nota   | Odległość | Nota   | Nota łączna | Miejsce | Strata | Zwycięzca        | Źródło |
| -------------- | -------------- | -------- | ------- | --------- | ------ | --------- | ------ | --------- | ------ | ----------- | ------- | ------ | ---------------- | ------ |
| 1962, Zakopane | 21 lutego 1962 | normalna | ind.    | 64,0      | 101,2  | 64,0      | 97,6   | 65,5      | 97,7   | 198,8       | 26.     | 24,8   | Toralf Engan     | [ 1 ]  |
| 1962, Zakopane | 25 lutego 1962 | duża     | ind.    | 85,0      | 96,9   | 89,5      | 99,5   | 85,5      | 93,4   | 196,4       | 36.     | 45,0   | Helmut Recknagel | [ 2 ]  |